# Becki Hayes
Rebecca „Becki“ Hayes (* 2. Hälfte des 20. Jahrhunderts in Texas) ist eine US-amerikanische Schauspielerin.

## Leben
Hayes wurde im US-Bundesstaat Texas geboren. Sie kam mit einem erblich bedingten, fortschreitenden Hörverlust auf die Welt und war ab ihrem 12. Lebensjahr taub. 2001 spielte sie als Kinderdarstellerin in einer Episode der Fernsehserie Gideon’s Crossing mit und stellte eine gehörlose Teenagerin dar, die wegen Cochlea-Implantaten mit ihren Eltern im Streit lag. Zu ihrer Taubheit sagte sie einst, dass sie diese als „Geschenk für ihr Handwerk“ ansehe und das dadurch „die anderen Sinne enorm geschärft“ seien. Sie hat sich auf Mimik und Gestik sowie Körpersprache konzentriert. Von 1994 bis 1997 studierte sie an der Pepperdine University und schloss ihr Studium mit einem Bachelor of Arts in Advertising ab. Ab 2007 besuchte sie die Texas Woman’s University, die sie 2009 mit einem Master of Business Administration abschloss.
Sie ist mit Michael Hayes verheiratet. Die beiden sind Eltern zweier Kinder.

## Karriere
Sie begann ihre Schauspiellaufbahn im Musiktheater der Humphrey's School of Musical Theater des Theater Under The Star. Nach ihrer Rolle in der Fernsehserie Gideon’s Crossing war sie erst wieder 2019 als Fernseh- und Filmschauspielerin zu sehen. 2020 stellte sie eine kleine Rolle in der Filmproduktion Wonder Woman 1984 dar. 2022 spielte sie in zwei Episoden der Fernsehserie Ordinary Joe die Rolle der Tracy. 2023 mimte sie im Tierhorrorfilm Blind Waters die Rolle der Larisa Burman, die im Laufe der Handlung gemeinsam mit ihrem Mann und ihrer Tochter von einem Hai gefressen wird. Im selben Jahr verkörperte sie unter anderen in vier Episoden der Fernsehserie Trauma Bonded die Rolle der Dr. Pine.

## Filmografie (Auswahl)
- 2001: Gideon’s Crossing (Fernsehserie, Episode 1x13)
- 2019: Killing Time (Fernsehserie, Episode 1x03)
- 2019: Test Pattern
- 2019: Welcome to My World (Kurzfilm)
- 2020: Life Between the Reins
- 2020: Broken Down
- 2020: Wonder Woman 1984
- 2021: Celebrity Scene Spotlight: presented by Actor Trade (Fernsehserie, Episode 1x02)
- 2021: Grace and Grit
- 2021: River
- 2022: Deadly Cheers
- 2022: Ordinary Joe (Fernsehserie, 2 Episoden)
- 2022: The in Between
- 2022: Surviving the Cartel (Fernsehserie, Episode 1x02)
- 2022: Hashtag Blessed: The Movie
- 2022: Shady Grove
- 2022: Bloody Nickel (Fernsehserie, Episode 1x01)
- 2023: Feeding Tube (Kurzfilm)
- 2023: Blind Waters
- 2023: Vindication (Fernsehserie, Episode 3x07)
- 2023: Trauma Bonded (Fernsehserie, 4 Episoden)
- 2023: PaleDV (Kurzfilm)